# Центральна Азія
Центра́льна А́зія — великий регіон Азії, який не має виходу до моря. Попри певну невизначеність його кордонів, виділяються загальні характеристики даного регіону — Центральна Азія історично асоціювалася з древнім поділом на Іран і Туран, а саме з туранцями-турами-турками (торками, туркменами, тюрками), народами переважно кочовими та Великим Шовковим Шляхом, що економічно, культурно і світоглядно поєднував увесь Старий Материк у єдине і нерозривне ціле протягом століть (аж до епохи Великих Відкриттів). 
Центральна Азія завжди була місцем, де сходилися люди, товари та ідеї з різних кінців Євразійського континенту — Європи, Близького Сходу, Південної та Східної Азії.
Уперше виділив Центральну Азію як окремий регіон світу географ Александер фон Гумбольдт (1843).
У загальній історії Центральної Азії, підготовленій ЮНЕСКО, визначення регіону ґрунтується на його кліматичних особливостях, і сам регіон включає Монголію, Західний Китай, Пенджаб, північну Індію та північний Пакистан, північно-східний Іран, Афганістан, райони азійської Росії південніше тайгової зони та п'ять колишніх радянських середньоазійських республік.
Існує й інший метод визначення кордонів Центральної Азії — виходячи з етнічного складу населення (за основу беруться райони, де мешкають східно-тюркські народи, монголи та тибетці). Сюди входять Сіньцзян, тюркомовні регіони Південного Сибіру, п'ять колишніх радянських республік (хоча Таджикистан населений іраномовними народами) і афганський Туркестан.

## Центральна Азія чи Середня Азія?

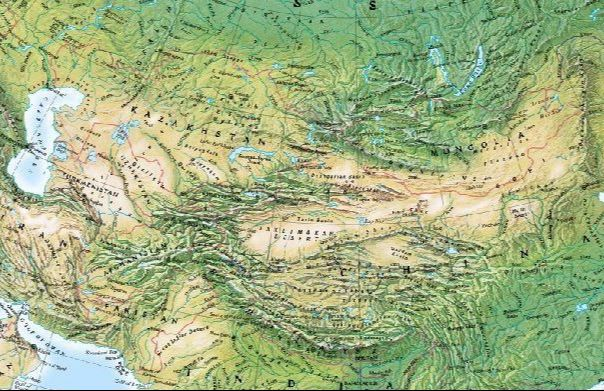
Рельєф Центральної Азії

В українській географічній науці існує також поняття Середньої Азії, яке було запроваджене в СРСР для позначення Узбекистану, Туркменістану, Таджикистану і Киргизстану (іноді також Казахстану).
У багатьох виданнях та мовах немає відмінностей між поняттями «Середня Азія» та «Центральна Азія», що іноді призводить до труднощів при перекладі та різних непорозумінь. Під «Середньою Азією» розумілися тільки 4 колишніх радянських республіки — Узбекистан, Киргизстан, Таджикистан і Туркменістан, виключаючи Казахстан. Така обставина пояснюється розподілом СРСР на економічні райони. В ті часи в Центральній Азії були два радянські економічні райони — Середньоазійський економічний район і Казахстанський економічний район. Звідси й розподіл на Середню Азію та Казахстан. У 1992 році Президент Казахстану Нурсултан Назарбаєв на спільній зустрічі голів держав Середньої Азії в Південно-Казахстанській області у місцевості Ордабаси запропонував відмовитися від поняття «Середня Азія та Казахстан» на користь іншого — «Центральна Азія». Зважаючи на це, нині щодо колишніх радянських азійських республік доречніше використовувати топонім Центральна Азія, що й відображено в сучасних словниках, посібниках. За Національними (державними) статистичними класифікаціями (класифікаторами) (див. Класифікація країн світу. Додаток Г), вираз Central Asia українською слід передавати як Центральна Азія.

## Середня Азія. Загальна статистика
| Прапор | Герб | Мапа | Назва офіційна назва                 | Назва державною мовою                       | Форма правління | Валюта               | Столиця | Площа     | Населення |
| ------ | ---- | ---- | ------------------------------------ | ------------------------------------------- | --------------- | -------------------- | ------- | --------- | --------- |
|        |      |      | Казахстан Республіка Казахстан       | каз. Қазақстан (Қазақстан Республикасы)     | Республіка      | Казахстанський тенге | Астана  | 2 724 900 | 19 644,0  |
|        |      |      | Киргизстан Киргизька Республіка      | кирг. Кыргызстан (Кыргыз Республикасы)      | Республіка      | Сом                  | Бішкек  | 199 951   | 6 977,0   |
|        |      |      | Таджикистан Республіка Таджикистан   | тадж. Тоҷикистон (Ҷумҳурии Тоҷикистон)      | Республіка      | Сомоні               | Душанбе | 143 100   | 9 934,4   |
|        |      |      | Туркменістан Республіка Туркменістан | туркм. Türkmenistan (Türkmenistan Döwleti)  | Республіка      | Туркменський манат   | Ашгабат | 488 100   | 6 218,4   |
|        |      |      | Узбекистан Республіка Узбекистан     | узб. O’zbekiston (O‘zbekiston Respublikasi) | Республіка      | Узбецький сом        | Ташкент | 447 400   | 35 600,0  |

## Геополітична ситуація і лідерство

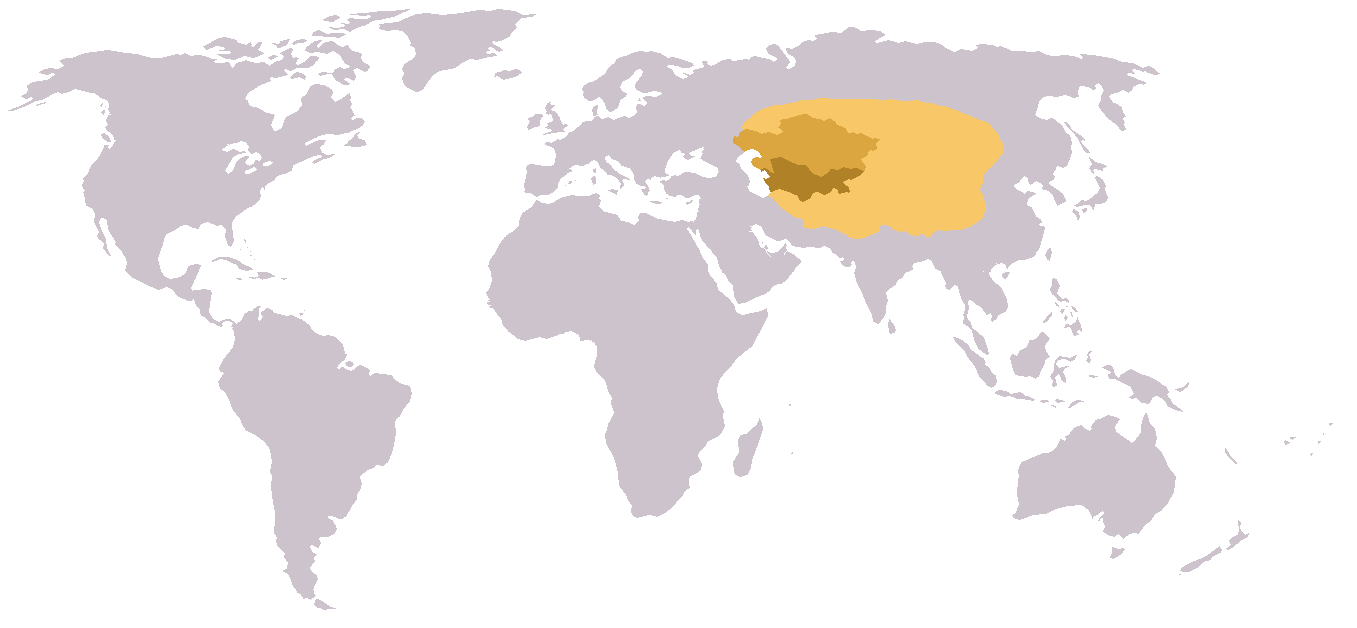
Центральна Азія

Центральноазійські республіки — Казахстан, Узбекистан, Туркменістан, Таджикистан, Киргизстан — проголосили незалежність на початку 1990-х років (розпад СРСР). У всіх державах утвердили нові конституції, сформували органи державної влади. В основі моделі суспільного устрою незалежних держав Центральної Азії, які виникли на пострадянському просторі, — збереження давніх та племінних традицій у поєднанні з сучасними реаліями.
У політиці в центральноазійських країнах простежується своєрідна тенденція становлення суворих режимів, які очолюють харизматичні лідери.
Авторитарним лідером, приміром, був президент Узбекистану Іслам Карімов. Йому належать слова: «У нашій республіці можуть бути або демократія, або порядок. Я обрав порядок».